# Боатенг, Кингсли
Ки́нгсли Боате́нг (англ. Kingsley Boateng; 7 апреля 1994, Мампонг) — ганский футболист. Выступал за юношескую сборную Италии.

## Карьера

### В клубах
С 2011 по 2013 год Боатенг выступал за молодёжную команду «Милана». В августе 2013 был отдан в аренду «Катании». Дебютировал в серии A 22 сентября, в матче 4-го тура против «Пармы», выйдя на замену на 64-й минуте вместо Серхио Альмирона. Летом 2014 года Боатенг перешёл в нидерландский клуб НАК Бреда, подписав трёхлетний контракт. В январе 2015 года он вернулся в «Милан», который воспользовался  правом обратного выкупа игрока. 15 января было объявлено о переходе Боатенга в клуб «Бари».

### В сборной
В 2012 и 2013 годах сыграл три матча за юношескую сборную Италии. В 2013 принял решение выступать за сборную Ганы.